# Джерск, Удо
Удо Джерск (нем. Udo Dziersk) (* 3 февраля 1961 года, Гельзенкирхен, Северный Рейн-Вестфалия, Германия) — немецкий художник.

## Биография
В 1983-1988 годах Удо Джерск обучался как свободный художник в Дюссельдорфе, Берлине и Карлсруэ. Он брал уроки у таких известных мастеров, как Герхард Рихтер, Маркус Люперц и Пер Киркеби.
С 2002 года является профессором Академии художеств Дюссельдорфа. В 2005 году руководил рабочим семинаром живописи Академии художеств Тираны (Албания). В последнее время он живёт и работает как свободный (гонорарный) художник в Вуппертале.
С 2000 года у него прошло несколько персональных выставок в Германии и за рубежом, в том числе и в России.

## Премии
- 1989: премия Большой выставки искусств Северного Рейна-Вестфалии.
- 2003: лауреат премии фонда Энны и Кристы Шпрингманн (Вупперталь).